# Lerista rochfordensis
Espèce
Lerista rochfordensis est une espèce de sauriens de la famille des Scincidae.

## Répartition
Cette espèce est endémique du Queensland en Australie.

## Étymologie
Son nom d'espèce, composé de rochford et du suffixe latin -ensis, « qui vit dans, qui habite », lui a été donné en référence au lieu de sa découverte : Rochford Scrub.

## Publication originale
- Amey & Couper, 2009 : A new limb-reduced skink (Scincidae: Lerista) from the dry rainforest of north Queensland, Australia. Zootaxa, no 2173, p. 19–30.